# George Cattanach
George James Cattanach (* 25. Juli 1878 in Alexandria; † 29. Januar 1954 in East Chicago, Indiana, Vereinigte Staaten) war ein kanadischer Lacrossespieler.

## Erfolge
George Cattanach war Mitglied der Winnipeg Shamrocks, mit denen er bei den Olympischen Spielen 1904 in St. Louis im ersten Lacrossewettbewerb der Olympischen Spiele antrat. Neben ihm gehörten außerdem Élie Blanchard, William Brennaugh, George Bretz, William Burns, George Cloutier, Sandy Cowan, Jack Flett, Benjamin Jamieson, Stuart Laidlaw, Hilliard Lyle und Lawrence Pentland zur Mannschaft. Cattanach spielte dabei auf der Position eines Verteidigers.
Neben den Winnipeg Shamrocks nahmen lediglich noch eine Mannschaft der Mohawk Indians of Canada und die Gastgeber aus St. Louis teil, die St. Louis Amateur Athletic Association. St. Louis bestritt seine erste Partie gegen die indianische Mannschaft und besiegte diese, womit sie ins Endspiel gegen die Winnipeg Shamrocks einzog. Mit 8:2 setzten sich die Shamrocks deutlich gegen St. Louis durch und Cattanach erhielt wie seine Mannschaftskameraden als Olympiasieger die Goldmedaille.
Vor den Olympischen Spielen spielte Cattanach jahrelang für den Shamrock Lacrosse Club of Montreal, mit dem er zahlreiche nationale Turniere gewann. 1904 zog er zwar nach St. Louis, bestritt die olympischen Wettkämpfe aber für die Winnipeg Shamrocks.